# Joaquim Codina i Vinyes
 Joaquim Codina i Vinyes (La Cellera de Ter, 1867-1934) va ser un metge i micòleg català. És considerat com el pare de la micologia a Catalunya, o més modest com l'escriu el mateix en un rodolí: «El qui fa aquest sermonet/És un tocat del bolet.»

El 1900 va ser elegit alcalde de la Cellera i va ocupar el càrrec fins a tres vegades. Va organitzar les primeres exposicions de bolets de Catalunya i fou coautor, amb Pius Font i Quer, de la Introducció a l'estudi dels macromicets de Catalunya (1930). S'interessa pels fongs com a botànic i com a metge. En haver vist moltes intoxicacions causades per la ingesta de bolets verinosos, escriu el llibre  Bolets bons i bolets que maten, que es publica per la Tipografia Carreras a Girona el 1929, escrit a rodolins per fer-lo més útil als lectors.
| « | Si els bolets t’han mossegat Vés a câl metge aviat, Perquè aquest amb un remei Pot prestar-te un bon servei. | » |

El 2018, un fong noument descobert al Parc Nou d'Olot va rebre el nom Psathyrella codinae.